# Prefectura de Agadir Ida-Outanane

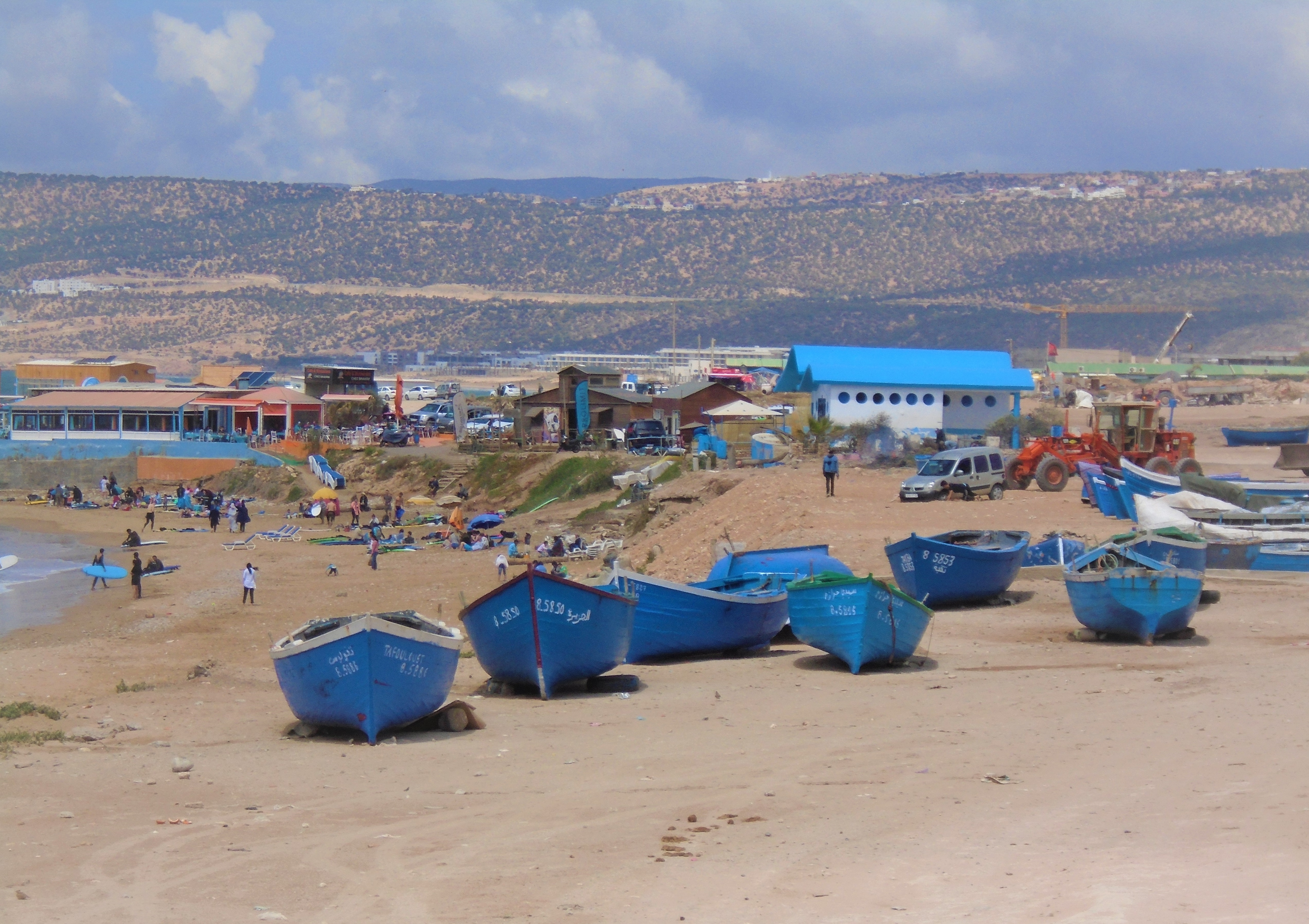
Playa Roches du Diable (Aourir)

La prefectura de Agadir Ida-Outanane es una de las prefecturas de Marruecos, parte de la región de Sus-Masa. Tiene una superficie de 2.297 km² y 487.954 habitantes censados en 2004.

## División administrativa
La prefectura de Agadir Ida-Outanane consta de un municipio y doce comunas:

### Municipios
- Agadir

### Comunas
- Amskroud
- Aourir
- Aqesri
- Aziar
- Drargua
- Idmine
- Imouzzer
- Imsouane
- Tadrart
- Taghazout
- Tamri
- Tiqqi